# 1925
1925 (MCMXXV) je bilo navadno leto, ki se je po gregorijanskem koledarju začelo na četrtek.

## Dogodki
- 3. januar - Benito Mussolini (Il Duce) oznani, da prevzema absolutno oblast v Italiji.
- 18. marec - t. i. tornado treh držav (angleško Tri-State Tornado) prizadene Missouri, Illinois in Indiano v ZDA, v najhujši tovrstni katastrofi v zgodovini države umre 695 ljudi.
- 3. april - Združeno kraljestvo, Južna Afrika in Avstralija ponovno uvedejo zlati standard za svoje valute.
- 10. april - izide klasični roman Veliki Gatsby ameriškega avtorja F. Scotta Fitzgeralda.
- 28. april - v Parizu je odprta svetovna razstava Exposition internationale des arts décoratifs et industriels modernes, ki da ime gibanju art déco.
- 5. maj - japonski zakon o volitvah razširi volilno pravico na vse moške, starejše od 25 let (pred tem so lahko volili le posestniki).
- 29. maj - britanski raziskovalec Percy Fawcett pošlje zadnji telegram v domovino preden izgine v amazonski džungli.
- 6. junij - Walter Chrysler ustanovi avtomobilsko podjetje Chrysler Corporation.
- 13. junij - Charles Francis Jenkins uspešno demonstrira sinhronizirano predvajanje slike in zvoka.
- 10. julij - guru Meher Baba prične svoje 44-letno obdobje molka.
- 18. julij - Adolf Hitler izda Moj boj.
- 21. julij - Scopesov proces: srednješolski učitelj John T. Scopes je na sodišču v Tennesseeju spoznan za krivega učenja evolucijskega nauka in obsojen na plačilo globe.
- 8. avgust - okrog 40.000 članov Ku Klux Klana priredi parado po Washingtonu kot prikaz vplivnosti organizacije.
- 25. avgust - francoske enote se umaknejo iz Porurja.
- 5. november - sovjetska tajna služba OGPU usmrti agenta Sidneyja Reillyja.
- 11.–12. november - silovito neurje povzroči hude poplave v Pomurju, Murska Sobota je pod vodo.
- 1. december - po sedemletni okupaciji se 7000 britanskih vojakov umakne iz Kölna.
- 3. december - v Londonu so podpisani locarnski sporazumi, ki urejajo ozemeljska vprašanja med zahodnimi zaveznicami, novonastalimi vzhodnoevropskimi državami in Weimarsko republiko.
- 5. december - javno je razkrita prevara ponarejevalca Alvesa dos Reisa in njegovih pajdašev, ki zaradi svojega obsega zamaje celotno portugalsko gospodarstvo ter politiko.
- 15. december - Reza Šah prevzame oblast v Iranu.
- 25. december - z združitvijo šestih nemških kemičnih podjetij je ustanovljeno podjetje IG Farben.
- 26. december - prične se izkop Velike sfinge v Gizi.

## Rojstva
- 18. januar - Gilles Deleuze, francoski filozof († 1995)
- 26. januar - Paul Newman, ameriški igralec, dirkač in poslovnež († 2008)
- 8. februar - Jack Lemmon, ameriški igralec († 2001)
- 21. februar - Tom Gehrels, nizozemsko-ameriški astronom († 2011)
- 2. marec - Jurij Levičnik, slovenski gospodarstvenik († 1989)
- 19. maj - 
  - Malcolm X, afroameriški politik, aktivist za človekove pravice († 1965)
  - Pol Pot, kamboški revolucionar († 1998)
- 23. maj - Joshua Lederberg, ameriški genetik, nobelovec († 2008)
- 28. maj - Dietrich Fischer-Dieskau, nemški pevec († 2012)
- 21. junij - Alastair Graham Walter Cameron, kanadsko-ameriški astrofizik († 2005)
- 26. junij - Pavel Ivanovič Beljajev, ruski pilot in kozmonavt († 1970)
- 29. junij - Giorgio Napolitano, italijanski pravnik, politik in pesnik († 2023)
- 4. julij - Ciril Zlobec, slovenski pisatelj in politik († 2018)
- 20. julij:
  - Jacques Delors, francoski politik in ekonomist
  - Milan Mihelič, slovenski arhitekt in urbanist († 2021)
- 28. julij - Baruch Samuel Blumberg, ameriški zdravnik, nobelovec († 2011)
- 2. avgust - Jorge Rafael Videla, argentinski general in politik († 2013)
- 8. avgust - Alija Izetbegović, bosanski politik, pisatelj, pravnik in filozof († 2003)
- 28. avgust - Arkadij Natanovič Strugacki, ruski pisatelj in scenarist († 1991)
- 1. september - Roy Jay Glauber, ameriški fizik, nobelovec († 2018)
- 8. september - Peter Sellers, angleški komik in igralec († 1980)
- 24. september - Geoffrey Ronald Burbidge, angleški astronom, astrofizik in kozmolog († 2010)
- 27. september - Robert G. Edwards, angleški fiziolog, nobelovec († 2013)
- 13. oktober - Margaret Thatcher, britanska političarka († 2013)
- 17. oktober - Anica Šinkovec, slovenska gledališka igralka († 2004)
- 25. oktober - Janez Bitenc, slovenski skladatelj, pedagog in publicist († 2005)
- 31. oktober - John Anthony Pople, angleški kemik, nobelovec († 2004)
- 15. november - Tone Svetina, slovenski pisatelj († 1998)
- 16. november - Stane Dolanc, slovenski politik († 1999)
- 21. november - Veljko Kadijević, srbski general († 2014)
- 22. november - Miki Muster, slovenski kipar, ilustrator in animator († 2018)
- 24. november - Simon van der Meer, nizozemski fizik, nobelovec († 2011)
- 1. december - Martin Rodbell, ameriški biokemik, nobelovec († 1998)
- 4. december - Lino Lacedelli, italijanski alpinist († 2009)
- 11. december - Paul Greengard, ameriški nevroznanstvenik, nobelovec († 2019)

## Smrti
- 18. januar - John McTaggart Ellis McTaggart, britanski filozof (* 1866)
- 3. februar - Oliver Heaviside, angleški matematik, fizik in elektrotehnik (* 1850)
- 24. februar - Hjalmar Branting, švedski politik, nobelovec (* 1860)
- 7. marec - Georgij Jevgenjevič Lvov, ruski plemič in politik (* 1861)
- 12. marec - Sun Jat-sen, kitajski revolucionar, državnik in politik (* 1866)
- 3. junij - Nicolas Camille Flammarion, francoski astronom (* 1842)
- 22. junij - Felix Christian Klein, nemški matematik (* 1849)
- 1. julij - Erik Alfred Leslie Satie, francoski skladatelj (* 1866)
- 26. julij - Friedrich Ludwig Gottlob Frege, nemški matematik, logik in filozof (* 1848)
- 16. september - Aleksander Aleksandrovič Fridman, ruski matematik in fizik (* 1888)
- 29. september - Léon Bourgeois, francoski politik, nobelovec (* 1851)
- 31. oktober - Mihail Vasiljevič Frunze, ruski revolucionar (* 1885)
- 5. december - Władisław Stanisław Reymont, poljski pisatelj, nobelovec (* 1867)
- 28. december - Sergej Jesenin, ruski pesnik (* 1895)

## Nobelove nagrade
- Fizika - James Franck in Gustav Ludwig Hertz
- Kemija - Richard Adolf Zsigmondy
- Fiziologija ali medicina - ni bila podeljena
- Književnost - George Bernard Shaw
- Mir - Austen Chamberlain in Charles Gates Dawes